# Barry Holstein
Barry Ralph Holstein (* 19. November 1941 in Youngstown, Ohio) ist ein US-amerikanischer theoretischer Kernphysiker und Teilchenphysiker.

## Leben
Holstein studierte am Carnegie Institute of Technology mit dem Bachelor-Abschluss 1965 und dem Master-Abschluss 1967 und wurde 1969 an der Carnegie Mellon University in Physik promoviert. Als Post-Doktorand war er Instructor an der Princeton University und ab 1971 Assistant Professor und später Professor an der University of Massachusetts.
Er befasst sich mit Schwacher Wechselwirkung in der Teilchen- und Kernphysik und chiralen effektiven Feldtheorien und chiraler Störungstheorie in der Kernphysik, zum Beispiel bei paritätsverletzenden Wechselwirkungen. Er interessiert sich insbesondere für fundamentale Symmetrien und effektive Feldtheorien, das heißt solche Modelle für Elementarteilchen und ihre Wechselwirkungen, die für beschränkte Energiebereiche gültig sind um das physikalische System dort einfacher zu beschreiben. Er befasst sich auch mit Kosmologie und Quantengravitation (Effektive Feldtheorien für Schleifenquantengravitation).
Er ist Fellow der American Physical Society, die ihm für 2019 ihren Herman Feshbach Prize in Theoretical Nuclear Physics zusprach. 1998 erhielt er einen Humboldt-Forschungspreis. 1975/76 war er Gastwissenschaftler und 1985 Gastprofessor an der Princeton University.
Er ist seit 1966 mit Carolyn Morrow verheiratet und hat zwei Kinder.

## Schriften
- mit S.-L. Zhu, C. M. Maekawa, M. J. Ramsey-Musolf, U. van Kolck: Nuclear Parity Violation in Effective Field Theory. In: Nuclear Physics A, Band 748, 2005, S. 435–498, arxiv:nucl-th/0407087
- mit J. F. Donoghue, N. E. J. Bjerrum-Bohr: Quantum Corrections to the Schwarzschild and Kerr Metrics. In: Phys. Rev. D, Band 68, 2003, S. 084005, arxiv:hep-th/0211071
- mit J. L. Goity, A. M. Bernstein: The Decay {\displaystyle \pi ^{0}\rightarrow 2\gamma } to Next to Leading Order in Chiral Perturbation Theory. In: Phys. Rev. D, Band 66, 2002, S. 076014, arxiv:hep-ph/0206007
- mit D. Drechsel, T. R. Hemmert, G. Knoechlein: Generalized Polarizabilities of the Nucleon in Chiral Perturbation Theory. In: Phys. Rev. D, Band 62, 2000, S. 014013, arxiv:nucl-th/9910036
- mit T. R. Hemmert, J. Kambor: Heavy Baryon Chiral Perturbation Theory with Light Deltas. In: J. Phys. G, Band 24, 1998, S. 1831–1859, arxiv:hep-ph/9712496
- mit J. Dubach, G. Feldman, L. Dela Torre Theory of Weak Hypernuclear Decay. In: Annals of Physics, Band 249, 1996, S. 146–179, arxiv:nucl-th/9606003
- mit Wick Haxton: Neutrinophysics. In: American Journal of Physics, Band 68, 2000, S. 15–32, arxiv:hep-ph/9905257
- mit Willy Haeberli: Parity violation and the nucleon-nucleon-system. In: Haxton, Henley: Symmetries in nuclear physics. arxiv:nucl-th/9510062, Preprint 1995
- Effective field theory and chiral perturbation theory. Bates Symposium MIT, 1999, arxiv:hep-ph/0001281
- Introduction to effective field theory. In: Nucl. Phys. A, Band 689, 2001, S. 135–146, arxiv:nucl-th/0010015
- Chiral perturbation theory, a primer. National Summer School in Nuclear Physics, 1995, arxiv:hep-ph/9510344